# Rede Tropical Barbacena
Rede Tropical Barbacena é uma estação de rádio brasileira com sede no município de Barbacena, cidade do estado de Minas Gerais. Opera no dial FM, na frequência 94.7 MHz. A frequência é originada do dial AM, onde operou na frequência 820 kHz entre 1948 e 2018.

## História
A Rádio Barbacena foi inaugurada em um domingo, dia 11 de janeiro de 1948, às 11:15 da manhã. Antes da inauguração oficial, a emissora funcionou em “caráter de experiência" com a primeira transmissão realizada em 13 de dezembro de 1947. A cerimônia de inauguração teve caráter eminente cívico sendo um evento dos mais badalados para os barbacenenses, na hora marcada, com todos os aparelhos de rádio sintonizados na primeira emissora a entrar no ar na cidade. Foram instalados, no dia da inauguração oficial da rádio, dois alto-falantes na Praça dos Andradas (centro) para que os populares que estavam presentes pudessem acompanhar o desenrolar da cerimônia.
Anos mais tarde, a Rádio Barbacena AM se afiliou ao Sistema Globo de Rádio (SGR), passando a se chamar Rádio Globo Barbacena. 
Jornalismo, entretenimento e esportes são os gêneros da Globo Barbacena AM, que opera 24 horas no ar na freqüência de 820 KHz - uma das afiliadas da Rádio Globo Brasil que possui atualmente mais de 30 emissoras em diversas cidades do país, além de três emissoras próprias em São Paulo, Rio de Janeiro e Belo Horizonte.
Até 2018, operava com um transmissor digital sólido de 6.000 watts de potência. Em 31 de maio, com a migração da emissora para os 94.7 MHz, passou a atuar na classe A3, cobrindo cidades importantes como Juiz de Fora, Conselheiro Lafaiete e São João del Rei. Em 2020, a emissora encerra sua afiliação com a Rádio Globo após 18 anos de parceria.
Em 24 de agosto do mesmo ano, foi anunciado que a Rádio Barbacena foi comprada pela Rede Tropical de Comunicação de propriedade do Pastor Guilherme Silva, para operar em parceria com a Tropical FM de Três Rios, RJ. Em 14 de março de 2021, a Rede Tropical Barbacena estreia em substituição a Rádio Barbacena.